# Нектарија
Нектарије су жлездане творевине биљака које по правилу стварају и луче нектар, слатки сок којим привлаче инсекте опрашиваче. Положај, број и форма нектарија су наследни и представљају поуздану особину биљака за класификацију.

## Облици
Код многих врста, нектарије су у облику тањира, чиније, пехара и слично, али постоји и читав низ прелазних облика. Веома масиван пехар се налази изнад потцветних плодника дрена. Некада су толико развијене да доприносе облику самог цвета, те су код рода Reseda у облику табле, а код Cristatella у облику цевчице.

## Положај
Уколико се нектарије налазе у цвету, онда су флоралне. Тада се могу налазити на разним местима. Код љутића се налазе при дну круничних листића и у облику су плочица. Код кукурека су такође при дну латица, али су у облику цевчица. Није случајно да се налазе у дубини цвета, јер инсекти ће тада у потрази за њима сигурно додирнути тучак и прашник. Код љубичице и орхидеје нектар се скупља у оструги, посебној творевини која се образује на рачун једног или више чашичних и круничних листића. Код неких орхидеја такође постоје и шаре или пеге које попут путоказа воде ка полену и некатру. Нектарије се могу налазити и између прашника, а много ређе између круничних и чашичних листића.
Када се нектарије образују изван цвета, онда су екстрафлоралне. Код врсте Vicia sepium се налазе на листовима и њима се хране мрави. Ладолеж има нектарије на лисној дршци. Код неких биљака се налазе на спољашњој страни чашичних листића у виду ситних дугмади. Занимљива је врста Marcgravia umbellata која има гроздасту цваст окренуту наниже. Само најниже постављени цветови су фертилни, док су остали закржљали и заједно са дршком претворени у бокаласте творевине у којима се скупља нектар. Ови цветови су обојени јаркоцрвеном бојом и привлаче колибрије. Док ове птице сишу нектар, успут обављају и опрашивање.

## Грађа
Нектарије су обично сачињене од густо збијених меристемских ћелија.

## Начини излучивања нектара
Начини излучивања нектара се разликују од врсте до врсте, чак и ако су врло сродне. Неке нектарије излучују нектар кроз сопствени епидермис ако је танких зидова, а друге нектарије са дебљим зидовима епидермалних ћелија или имају незадебљала места или им целулозни зид дегенерише, чак и прска. Код неких нектарија постоје и отвори налик на стоме, али се величина тог отвора не може регулисати (као што је случај код стома). Ни порекло нектара није униформно. Најчешће настаје из раствора који је прошао кроз ситасте цеви, па се излучује из флоема. У неким случајевима настаје дегенерацијом, односно разлагањем појединих ћелија или чак ткива.

## Значај
Док је значај флоралних нектарија сасвим јасан, за већину екстрафлоралних постоје различита тумачења. По мишљењу неких аутора, екстрафлоралне нектарије својим изгледом одбијају инсекте и тиме штите круницу, а по мишљењу других су то само жлезде које излучују непотребне састојке.